# Maria Sibylla Merian
Maria Sibylla Merian (Frankfurt del Main, 2 d'abril de 1647-Amsterdam, 13 de gener de 1717) va ser una naturalista, exploradora i pintora alemanya, de pares suïssos.
Per bé que fou ignorada durant molt de temps, és considerada actualment com una de les més importants iniciadores de l'entomologia moderna, gràcies a les observacions detallades i a la descripció, amb il·lustracions pròpies, de la metamorfosi de les papallones.

## Biografia

### Alemanya
Maria Sibylla Merian va ser filla de Matthäus Merian el vell, gravador en talla dolça i editor que es va fer relativament famós gràcies a les edicions de Teatre Europeu (Theatrum europaeum) i Topografies (Topographien). Va morir quan Maria Sibylla tenia tres anys. La seva mare, Johanna Sibylla Heim, era la segona esposa de Matthäus Merian. Més tard, el seu padrastre, Jacob Marel, famós pels seus quadres de flors, li va ensenyar a pintar, dibuixar i gravar. Als tretze anys ja pintava les seves primeres imatges d'insectes i de plantes a partir de models que capturava directament.
 En la meva joventut em vaig dedicar a buscar insectes. Vaig començar amb els cucs de seda de la meva ciutat natal de Frankfurt. Després vaig establir que a partir d'altres erugues es desenvolupaven moltes de les belles papallones diürnes, com ho fan els cucs de seda. Això em va portar a recollir totes les erugues que podia trobar per observar-ne la transformació.
(Metamorfosi dels insectes de Surinam, pròleg)

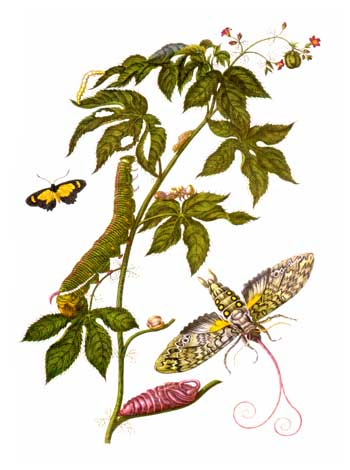
Il·lustració de l'obra Metamorfosi dels insectes de Surinam

Als 18 anys, el 1665, Maria Sibylla es va casar amb un pintor especialitzat en arquitectura, Johann Andreas Graff. Dos anys més tard va tenir la seva primera filla, Johanna Helena, i la família es va mudar a Nuremberg. La creença de l'època assegurava que els insectes eren el resultat de la "generació espontània al fang en putrefacció". Aquesta opinió es remuntava a Aristòtil i havia portat l'Església a designar aquests animals com a "bèsties del diable". Malgrat aquesta creença, Maria es preguntava com podien sorgir les més belles papallones de les erugues. Va estudiar la metamorfosi, els detalls de la crisàlide i les plantes de les quals s'alimenta l'eruga. Va il·lustrar així tots els estadis del desenvolupament en la seva llibreta d'esbossos.
Aquesta llibreta d'esbossos és la trama del seu primer llibre, publicat quan tenia 28 anys, el 1675, amb el nom de Nou llibre de flors. En aquest només les flors són reproduïdes de forma molt enginyosa i detallada. Els dos últims volums del llibre es van publicar el 1677 i el 1680. El 1678 va néixer la seva segona filla, Dorothea Maria, i un any més tard va publicar el seu llibre L'eruga, meravellosa transformació i estranya alimentació floral, que és la seva segona gran obra. En aquest llibre presenta els diferents estadis de desenvolupament de les diferents espècies de papallones sobre les plantes de les quals s'alimenten.

### Països Baixos
El 1685 Merian es va separar del seu marit i es va mudar al castell Waltha (Països Baixos) per viure en una comuna pietista, labadista amb la seva mare, ja gran, i les seves filles, on vivia el seu germà Caspar Merian des de feia deu anys. El castell pertanyia a Cornelis van Sommelsdijk, governador del Surinam. En aquest lloc va reprendre la cria d'erugues i va començar a redactar el seu Llibre de notes i estudis, va estudiar la fauna i flora tropical sud-americana que arribaven des de la colònia labadista de Surinam. Cap el 1691, després de la mort de la seva mare i del líder de la secta Jean de Labadie, es va instal·lar a Amsterdam amb les seves filles. Un cop allà es va posar a treballar un altre cop pintant. Va realitzar les 127 il·lustracions del text de Johannes Goedaert, Metamorphosis et historia naturalis insectorum. També es va posar en contacte amb altres naturalistes i amb diversos propietaris particulars d'orangeries i ocellaires.

### Surinam
El 1699, amb 52 anys, va viatjar amb la seva filla més jove a Surinam. Entusiasmada per les col·leccions dels seus amics va escriure:
| «                                              | A Holanda, vaig constatar, tanmateix, amb sorpresa, que es deixaven portar quantitat de bells animals de les Índies orientals i occidentals, i que se'm concedia l'honor de deixar-me consultar de forma particular la cara col·lecció del ben nascut doctor Nicolaas Witsen, alcalde de la ciutat i director de la societat de les Índies orientals així com la del noble senyor Jonas Witsen, secretari d'aquesta mateixa ciutat. A més, veia també les col·leccions del senyor Fredericus Ruysch, doctor en medicina i professor d'anatomia i botànica, del senyor Livinus Vincent i d'altres persones. En aquestes col·leccions, vaig trobar aquest com altres innombrables insectes, però en fi, si allà el seu origen i reproducció són desconeguts, això ens porta a preguntar-nos com es transformaran a partir d'erugues en crisàlides i així seguidament. Tot això em va portar a emprendre un gran viatge somiat des de feia temps i anar a Surinam. | » |
| — Metamorfosi dels insectes de Surinam, pròleg | |   |

Tot i que amics i coneguts de Maria li van desaconsellar de fer aquest viatge a Surinam, ella no va abandonar el seu projecte. Per al viatge, Maria va obtenir una beca de la ciutat d'Amsterdam. Des de Paramaribo, la capital del país, les dues dones van realitzar nombroses excursions a l'interior de Surinam. Maria va descriure tot el que anava descobrint sobre la metamorfosi dels insectes tropicals de Surinam i va realitzar un gran nombre de dibuixos i aquarel·les. El 1701 es va contagiar de malària i va haver d'interrompre el seu viatge i tornar a Amsterdam.

### Retorn als Països Baixos
Els seus dibuixos i esbossos li van servir de base per a realitzar un treball d'importància sobre la fauna i la flora de Surinam. Amb l'ajuda de diversos conciutadans va publicar, després de tres anys de treball intensiu, la seva obra més important: Metamorfosi dels insectes de Surinam, publicada a Amsterdam el 1705.
Va escriure sobre aquest llibre:

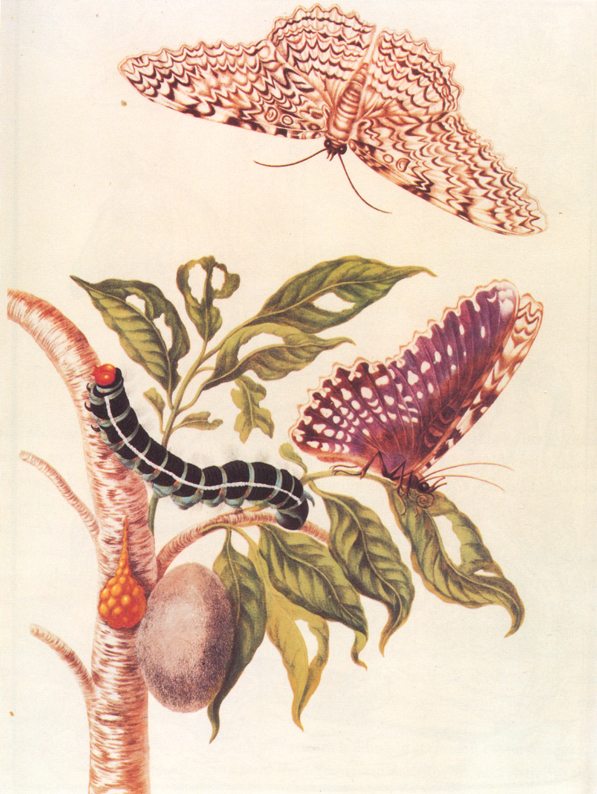
Metamorfosi d'una papallona (1705)

 Per a la realització d'aquest treball no vaig ser cobejosa, però em vaig considerar satisfeta quan vaig recuperar el que vaig desemborsar. No he reparat en despeses per a l'execució d'aquesta obra. Vaig fer gravar les plaques per un mestre famós i vaig aportar el millor paper per aportar felicitat no sols als aficionats a l'art sinó també als aficionats als insectes, i em va donar molta felicitat aconseguir la meva meta i donar felicitat al mateix temps.
(Metamorfosi dels insectes de Surinam, pròleg)

El seu llibre era per a l'època bastant car i hi havia pocs compradors; Maria Sibylla Merian no podia viure només gràcies a la seva pintura. Es va dedicar a donar cursos de dibuix i a la venda d'utensilis de pintura i preparacions a base de plantes i animals de tota classe d'espècies.
Merian, que gaudia d'una gran reputació de naturalista i artista, va morir el 1717 als 70 anys a Amsterdam. Feia dos anys que havia de desplaçar-se en cadira de rodes després d'un atac d'apoplexia.
En els últims anys del segle xx, el treball de Maria va ser redescobert, restaurat i diverses vegades honrat. El seu retrat es va posar en el bitllet de 500 marcs alemanys i en un segell de 0.40 marcs del 1987. Diverses escoles porten el seu nom i el gener de 2005 la ciutat de Warnemünde va botar un vaixell amb el seu nom, propietat de l'Institut d'Investigació, en el mar Bàltic.

## Treballs
L'obra de Merian és considerable. En la seva època era realment rar que algú s'interessés de debò pels insectes. La metamorfosi dels animals era gairebé desconeguda. El fet que ella publiqués L'eruga, meravellosa transformació i estranya alimentació floral en alemany la va fer popular en l'alta societat. Per aquesta mateixa raó, era defugida pels científics del seu temps, ja que la llengua oficial per a la ciència era el llatí.
Paral·lelament a la metamorfosi, Maria Sibylla Merian va descriure també molts altres detalls de l'evolució i vida dels insectes. Va mostrar, per exemple, que cada eruga depèn d'un petit nombre de plantes per a la seva alimentació i que, per tant, els ous eren posats prop d'aquestes plantes. Aquest treball va fer d'ella una de les primeres naturalistes que va observar realment els insectes, i això li va permetre descobrir moltes coses sobre el seu desenvolupament.

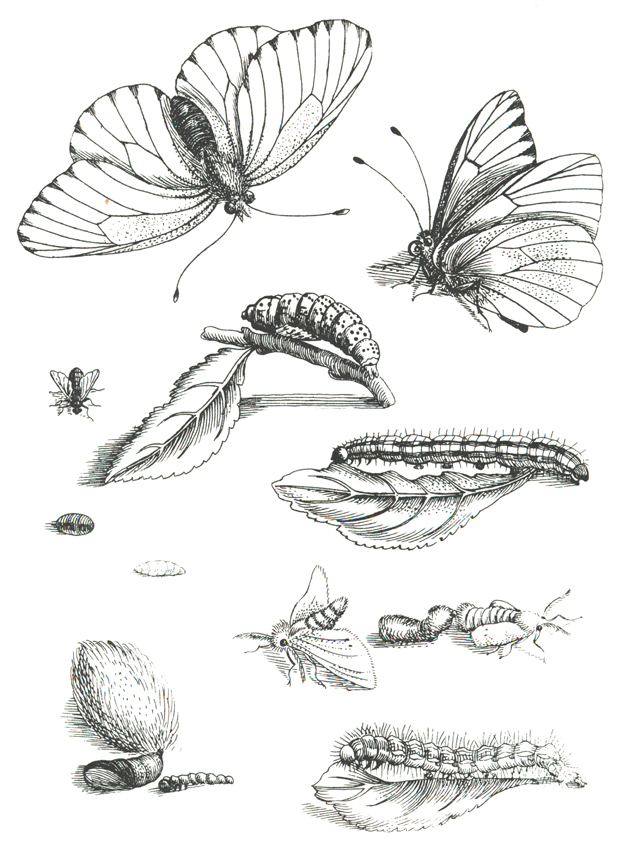
Planxa extreta d'Erucarum Ortus

El fet de continuar la seva investigació a Surinam va ser la seva major originalitat. En general els seus contemporanis viatjaven a les colònies per trobar exemplars, fer col·leccions i treballar sobre aquestes o per instal·lar-s'hi. Els viatges científics eren gairebé desconeguts en l'època, de manera que el projecte de Maria era pres com una excentricitat.
Va aconseguir, però, descobrir en les terres de Surinam tot un seguit d'animals i plantes completament nous, amb la seva classificació, que representava amb tot luxe de detalls. La seva classificació de les papallones en exemplars de dia i de nit (que anomenava papallones-capelles i papallones-òlibes) és vàlida encara avui. Va utilitzar per a les plantes els noms dels indis que va importar a Europa:
He creat la primera classificació de tots els insectes amb crisàlide, les papallones diürnes i les arnes nocturnes. La segona classificació és per als cucs, erugues, mosques i abelles. Vaig conservar els noms de plantes, ja que eren utilitzats a Amèrica pels seus habitants i els indis.
(Metamorfosis dels insectes de Surinam, pròleg)

Els dibuixos de plantes, serps, aranyes, iguanes i coleòpters tropicals realitzats per la seva mà són considerats fins i tot avui dia com a obres d'art i col·leccionats per afeccionats de tot el món. La paraula alemanya Vogelspinne ('taràntula'), literalment 'aranya-ocell' (Vogel, 'ocell', spinne, 'aranya') deriva probablement d'un dels seus gravats inspirat en un dels esbossos de Surinam. Aquest gravat representa una enorme aranya capturant un ocell (tot i que no es coneixen realment aranyes que cacin ocells).

## Obres
- Nou llibre de flors  [Neues Blumenbuch] , volum 1, 1675.[3]
- Nou llibre de flors, volum 2, 1677.[3]
- Nou llibre de flors, volum 3, 1677.[3]
- L'eruga, meravellosa transformació i estranya alimentació floral  [Der Raupen wunderbare Verwandlung und sonderbare Blumennahrung] , 1679.[4]
- Metamorfosi dels insectes de Surinam  [Metamorphosis insectorum Surinamensium] , 1705.[5]

## Bibliografia

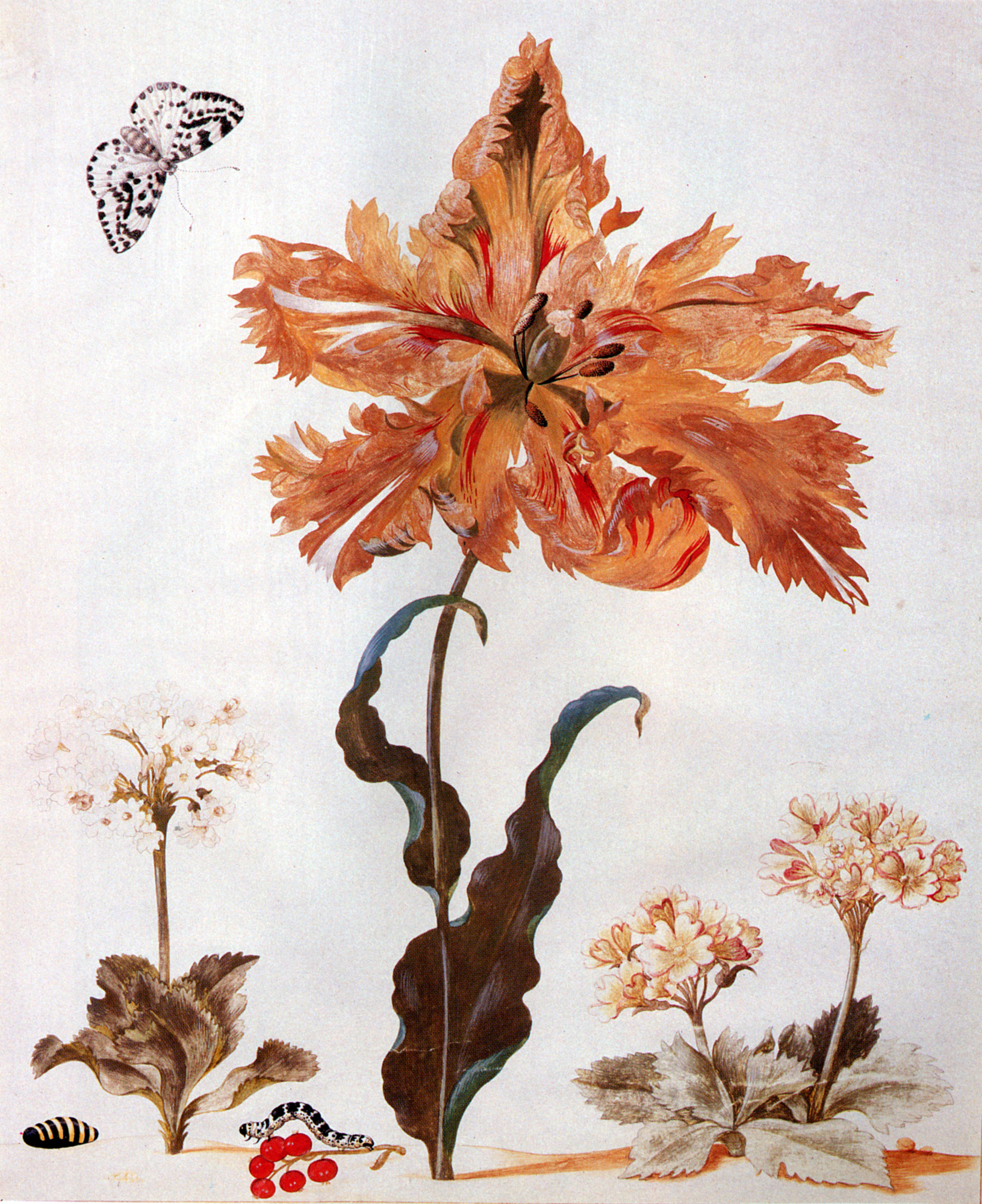
Una altra planxa feta per ella